# Larmor-Plage
Larmor-Plage is een Franse gemeente in het departement Morbihan. De gemeente telde 8.368 inwoners op 1 januari 2022. Het is een van de 25 gemeenten in het gemeentelijk samenwerkingsverband Lorient Agglomération. Ze ligt in het zuiden van Bretagne, aan de Golf van Biskaje, tussen Ploemeur en Lorient.
De gemeente is in 1925 opgericht door afsplitsing van Ploemeur.

## Geografie
De oppervlakte van Larmor-Plage bedroeg op 1 januari 2022 7,27 vierkante kilometer; de bevolkingsdichtheid was toen 1.151 inwoners per km².

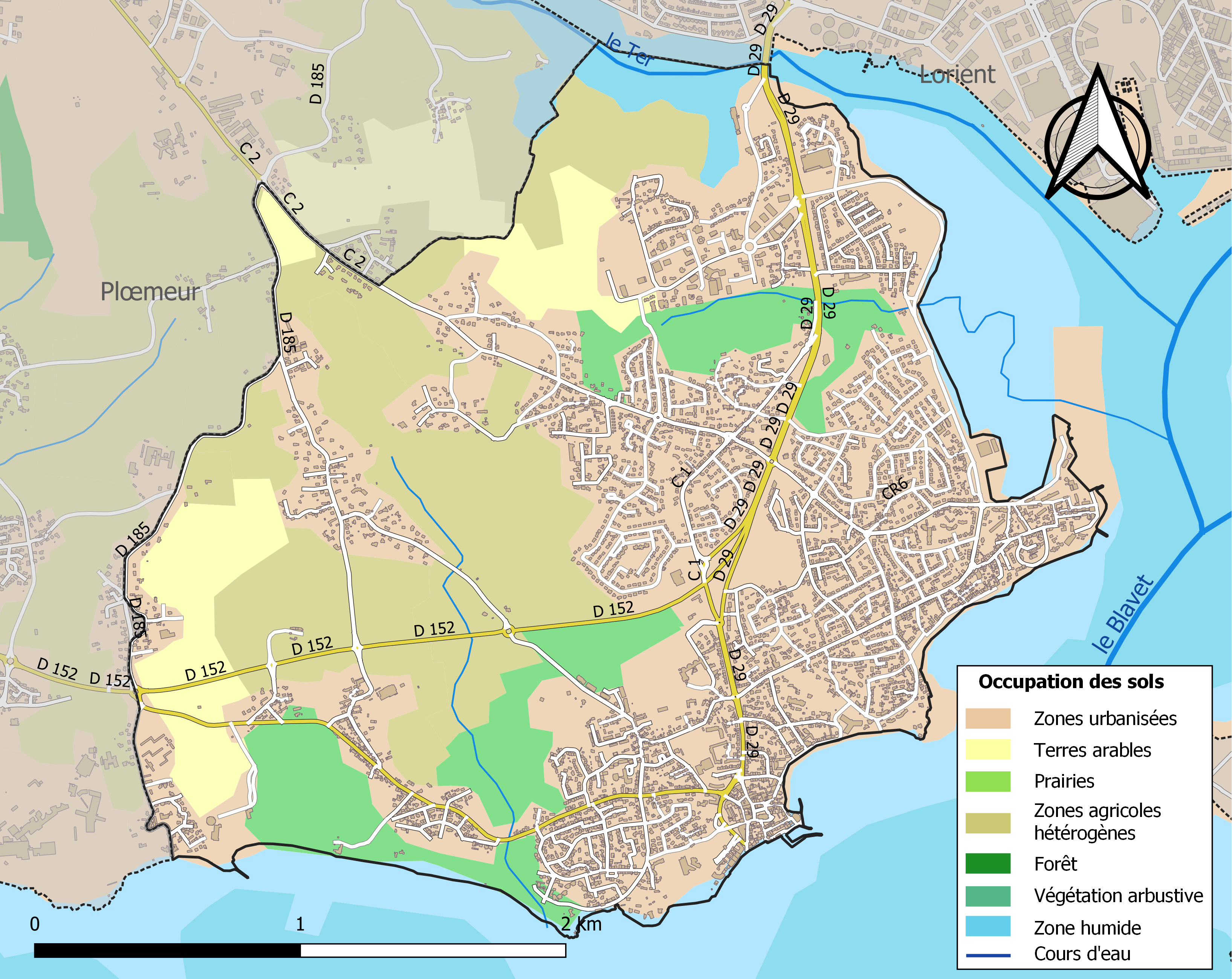
Kaart van de gemeente met de belangrijkste infrastructuur, bodemgebruik en omliggende gemeenten

## Demografie
Onderstaande figuur toont het verloop van het inwonertal, bron: INSEE-tellingen. 